# Cantonul Vicdessos
Cantonul Vicdessos este un canton din arondismentul Foix, departamentul Ariège, regiunea Midi-Pyrénées, Franța.

## Comune
| Comune             | Populație (1999) | Cod poștal | Cod INSEE |
| ------------------ | ---------------- | ---------- | --------- |
| Auzat              | 666              | 09220      | 09030     |
| Gestiès            | 10               | 09220      | 09134     |
| Goulier            | 38               | 09220      | 09135     |
| Illier-et-Laramade | 20               | 09220      | 09143     |
| Lercoul            | 31               | 09220      | 09162     |
| Orus               | 18               | 09220      | 09222     |
| Sem                | 19               | 09220      | 09286     |
| Siguer             | 96               | 09220      | 09295     |
| Suc-et-Sentenac    | 103              | 09220      | 09302     |
| Vicdessos          | 461              | 09220      | 09334     |